# Luipaard
De luipaard (Panthera pardus), ook wel panter genoemd, is een roofdier uit de familie der katachtigen (Felidae) dat veel voorkomt in een groot deel van Afrika en Azië.

## Naamgeving
De wetenschappelijke naam van de soort werd als Felis pardus in 1758 gepubliceerd door Carl Linnaeus. De twee namen "luipaard" en "panter" zijn voornamelijk geografisch gebonden: "luipaard" wordt in de regel gebruikt voor dieren uit Afrika, "panter" voor Aziatische dieren. Dit is echter geen strikte regel en regelmatig worden de namen door elkaar gebruikt.

### Grammaticaal geslacht
Het woord luipaard gaat terug op het Latijnse leopardus, op zijn beurt ontleend aan het Griekse λεόπαρδος, leopardos, dat een samenstelling is van λέων, leōn (leeuw) en πάρδος, pardos (panter). Het woord is volksetymologisch veranderd onder invloed van luipen (loeren) en paard, en doordat paard onzijdig is, werd luipaard ook onzijdig. In het begin waarschuwden de woordenboeken nog tegen het onzijdige gebruik, maar het komt desondanks al eeuwen voor en wordt tegenwoordig ook goedgekeurd. Een en ander geldt ook voor jachtluipaard.

## Beschrijving
De luipaard is een grote, gespierde katachtige met korte, krachtige poten en een lange staart. De kop is breed en een beetje rond van vorm met kleine, ronde oren. De snuit is middelgroot, met krachtige kaken en lange snorharen.

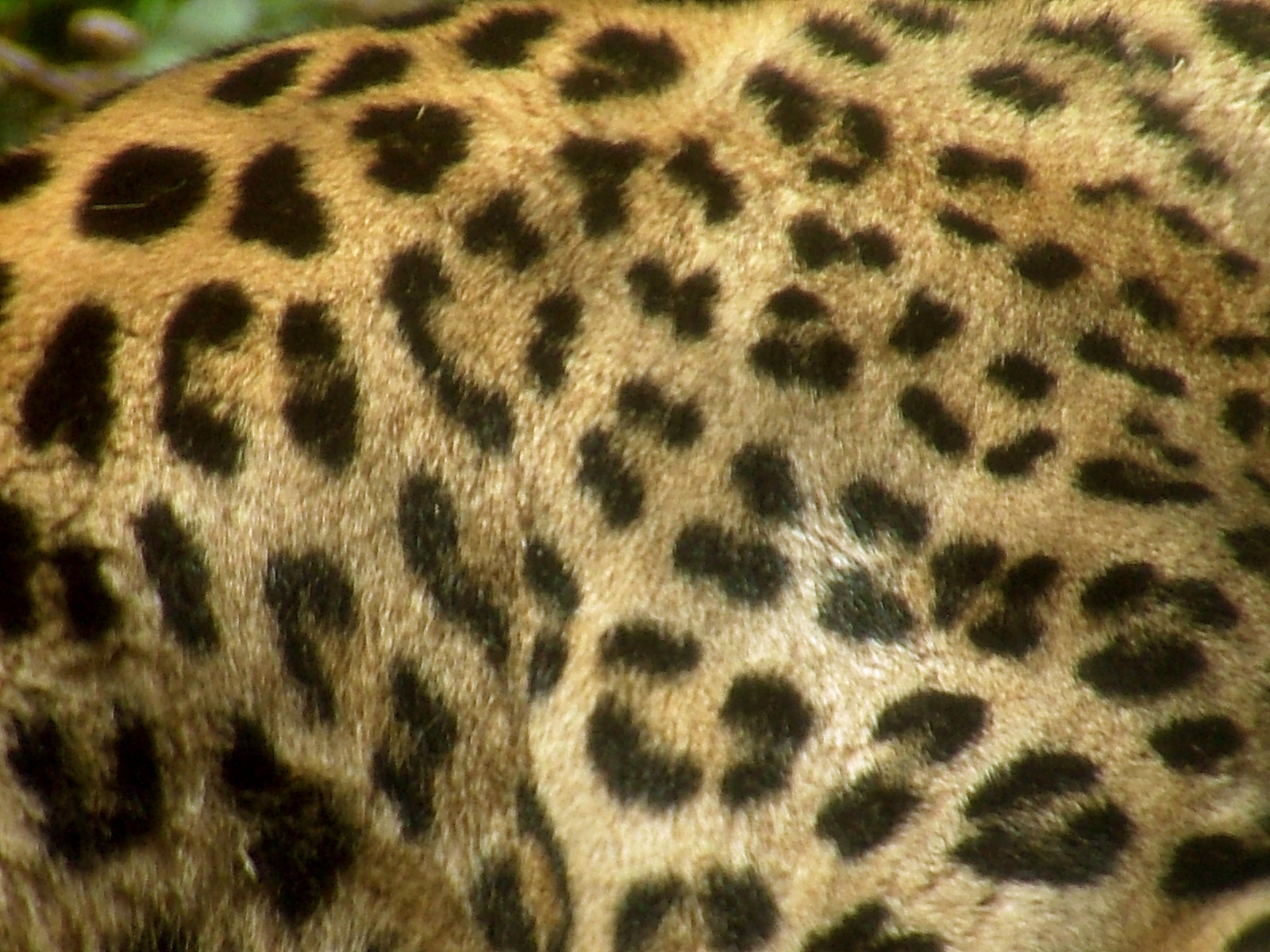
Vlekken in rozetten in de vacht van een Perzische panter

De vacht van een luipaard is bedekt met veel zwarte vlekken. Op het lichaam en de bovenste helft van de poten zijn deze vaak gegroepeerd met bruine vlekken in rozetten. Ook zijn er geheel zwarte, niet gegroepeerde vlekken, voornamelijk op de buik, kop en de onderpoten, maar ook op het lichaam. Ook de staart is gevlekt, van het begin tot het midden, maar aan het einde meer geringd. De grondkleur van de meeste dieren is zandgeel of lichtbruin, maar de kleur kan zeer variëren, van bijna wit tot geheel zwart bij de zwarte panters, die vooral in Indonesië en in de Afrikaanse hooglanden leven. De buik, keel en kin zijn wittig. De kleur en vachtlengte hangen af van de plaats waar ze leven, maar toch kunnen zwarte en gele luipaardjongen van dezelfde moeder zijn. De vachttekening biedt het dier camouflage, zodat het gemakkelijk onopgemerkt kan blijven. De oren zijn zwart aan de achterzijde met een opvallende, witte tekening in het midden.
De zwarte panter is een melanistisch luipaard. Ofschoon deze in Afrika extreem zeldzaam is werd er begin 2019 een gefotografeerd door de Britse fotograaf Will Burrard-Lucas in Kenia. De laatste keer dat een zwarte panter was gefotografeerd in Afrika was in 1909 in Ethiopië. In Azië komen zwarte panters algemener voor.
Mannelijke luipaarden kunnen een kop-romplengte van 130 tot 190 centimeter lang bereiken. De staart is nog 60 tot 110 centimeter lang.  Luipaarden worden 28 kilo tot 90 kilogram zwaar (gemiddeld 60 kilogram). De schouderhoogte van een luipaard is ongeveer 50 cm tot 60 cm. Vrouwtjes zijn kleiner dan mannetjes. Vrouwtjes hebben een kop-romplengte van 104 tot 140 centimeter en een lichaamsgewicht van 28 tot 60 kilogram (gemiddeld 50 kilogram). Een luipaard kan een snelheid tot 58 km/h bereiken.

### Zintuigen
De ogen van katachtigen werken goed overdag, maar ook indien er weinig licht aanwezig is. Hierdoor kunnen ze ook 's nachts jagen. De pupillen zijn ellipsvormig.
Het reukvermogen van een luipaard is heel goed, zelfs beter dan bij de tijger.
Het gehoor is heel sterk: een luipaard kan heel hoge frequenties (tot 100 kHz) horen, ook als ze heel zacht zijn.
De snorharen van een luipaard spelen ook een belangrijke rol. Ze veranderen van stand, afhankelijk van dingen die hij doet. Als hij loopt, staan ze zijdelings uitgespreid, bij het snuffelen staan ze langs de kop naar achteren en bij het aanvallen van een prooi staan ze naar voren gericht, waardoor hij op de goede plek kan toebijten.

## Voedsel
De luipaard is 's nachts of in de schemering actief. Hij jaagt meestal 's avonds of 's nachts. Hij jaagt zelden overdag, omdat hij dan te veel opvalt. Overdag rust het dier meestal tussen struikgewas of in een boom.
De luipaard jaagt voornamelijk op middelgrote zoogdieren als antilopen, herten, knobbelzwijnen en andere varkens, geiten en bavianen, en op kleinere dieren zoals hazen, apen, klipdassen, knaagdieren (waaronder stekelvarkens), vogels, slangen, vissen en insecten, evenals struisvogels, jakhalzen en honden. Sommige luipaarden specialiseren zich in een bepaalde diersoort.
Als de luipaard een prooi denkt te hebben gevonden, bespringt hij de prooi als die op zijn schuilplaats zit. Hij besluipt eerst behendig en rustig de prooi; soms ligt het dier doodstil in een hinderlaag klaar om te springen, bijvoorbeeld in een boom. Afrikaanse luipaarden nemen hun prooi mee een boom in, waar ze die opeten. In een boom zijn ze meestal veilig voor andere roofdieren, als leeuwen en gevlekte hyena's, die hun prooi kunnen stelen.

## Leefwijze

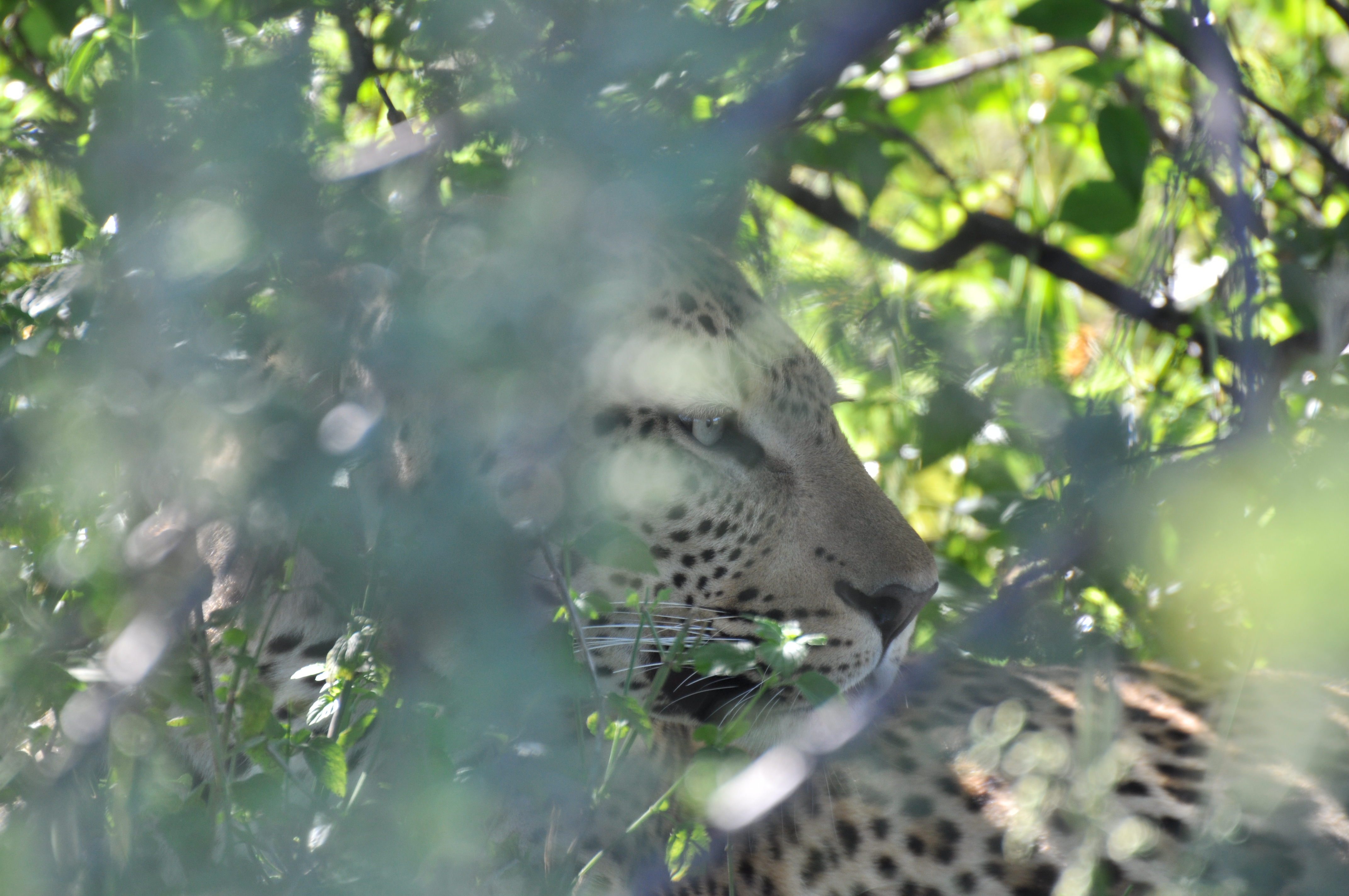
Een goed verstopte luipaard in een natuurpark in Namibië

De luipaard is geen groepsdier, maar leeft solitair. Ze zoeken elkaar enkel op in de paartijd. De luipaard heeft een vast territorium, dat hij tegen soortgenoten verdedigt. Dit wordt gemarkeerd met urine of uitwerpselen, net als bij veel andere diersoorten. Ook worden krabsporen op bomen achtergelaten. Mannetjes hebben vaak grotere territoria dan vrouwtjes. Territoria overlappen regelmatig met de territoria van dieren van een ander geslacht, dieren van hetzelfde geslacht mijden elkaar. Als er plaatsen zijn waar veel prooien zijn, zijn de territoria kleiner; de territoria zijn groter met minder wild.

## Voortplanting
Als het vrouwtje paringsbereid is, heeft haar urine een speciale geur die mannetjesluipaarden aantrekkelijk vinden. Na de paring bemoeien de mannetjes zich verder niet met het vrouwtje of de jongen. De draagtijd is 90 tot 112 dagen. De jongen komen ter wereld op een goed verborgen schuilplaats, zoals een grot, dicht struikgewas of een ondergronds hol, waar ze de eerste zes weken verborgen blijven. De jongen wegen bij de geboorte 430 gram tot 530 gram en zijn dan nog hulpeloos en klein. De ogen gaan na een week open. Het nest kan uit maximaal zes jongen bestaan, maar meestal overleven er maar twee. De jongen worden drie maanden lang gezoogd en blijven ongeveer anderhalf tot twee jaar bij hun moeder. Daarna zijn ze geslachtsrijp en zelfstandig. Pas na drie of vier jaar zijn ze helemaal volgroeid. De luipaard kan tot twintig jaar oud worden.

## Verspreiding en leefgebied

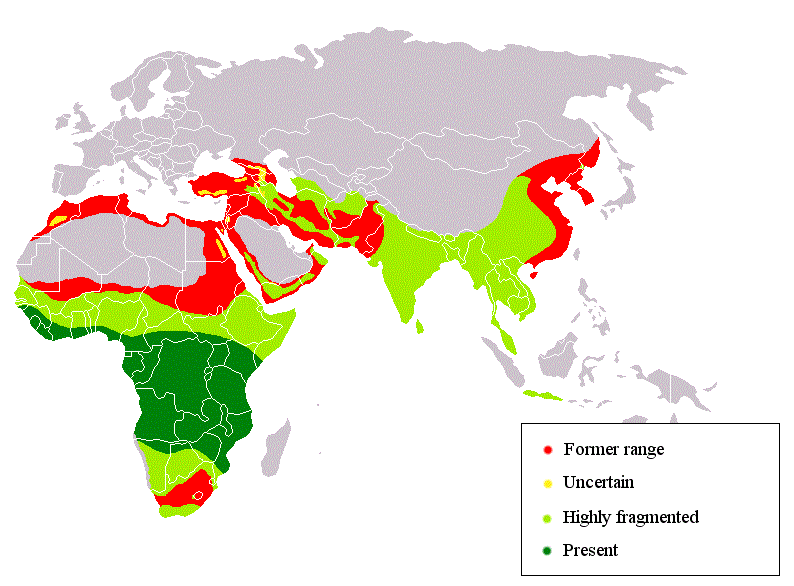
Een gedetailleerdere verspreidingskaart
----
leefgebied (donkergroen)
gefragmenteerd (lichtgroen)
onzeker (geel)
in het verleden (rood)

De leefplaatsen van luipaarden verschillen heel erg, van droge woestijnen tot dichte regenwouden en van koude naaldbossen tot tropische savannes. Er is zelfs op de berg Kilimanjaro, op 5638 meter hoogte, een dode luipaard gevonden. Het dier was doodgevroren. Het belangrijkste criterium voor een goede leefomgeving is de hoeveelheid voedsel. Ook voldoende schuilplaatsen, in de vorm van hoge begroeiing, bomen of rotsen, zijn belangrijk.
Luipaarden leven in Afrika (met uitzondering van de Sahara) en in het zuiden en oosten van Azië, zoals Arabië, Turkije, Iran, de voormalige Sovjet-Unie, Korea, China (o.a. Mantsjoerije), India, Sri Lanka, Maleisië, Java en Bali. De soort kwam tijdens het pleistoceen en holoceen ook voor in Zuid(oost)-Europa, mogelijk tot ongeveer het begin van de westerse jaartelling.

## Ondersoorten
Volgens de IUCN SSC Cat Specialist Group worden 8 ondersoorten onderscheiden:
- Afrikaanse luipaard (Panthera pardus pardus)
- Arabische luipaard (Panthera pardus nimr)
- Achterindische panter (Panthera pardus delacouri)
- Indische panter (Panthera pardus fusca)
- Sri Lankaanse panter (Panthera pardus kotiya)
- Javaanse panter (Panthera pardus melas)
- Amoerpanter (Panthera pardus orientalis)
- Anatolische panter (Panthera pardus tulliana), waaronder ook de Perzische panter wordt gerekend

Vroeger werden er meer ondersoorten beschreven en gebruikt maar die zijn onder meer door mitochondriaal-DNA-onderzoek verworpen.
De zwarte panter is geen ondersoort, maar een melanistische kleurvariëteit, die bij meerdere ondersoorten voorkomt. Bij de zwarte vorm ontbreekt het dominante agouti-allel A waardoor het patroon niet toont en de vacht effen bruinzwart blijft. In het zonlicht is nog vaag een "ghost"-patroon te zien. Het genotype van elke zwarte panter, onafhankelijk van de ondersoort, is aa.

## Relatie met de mens

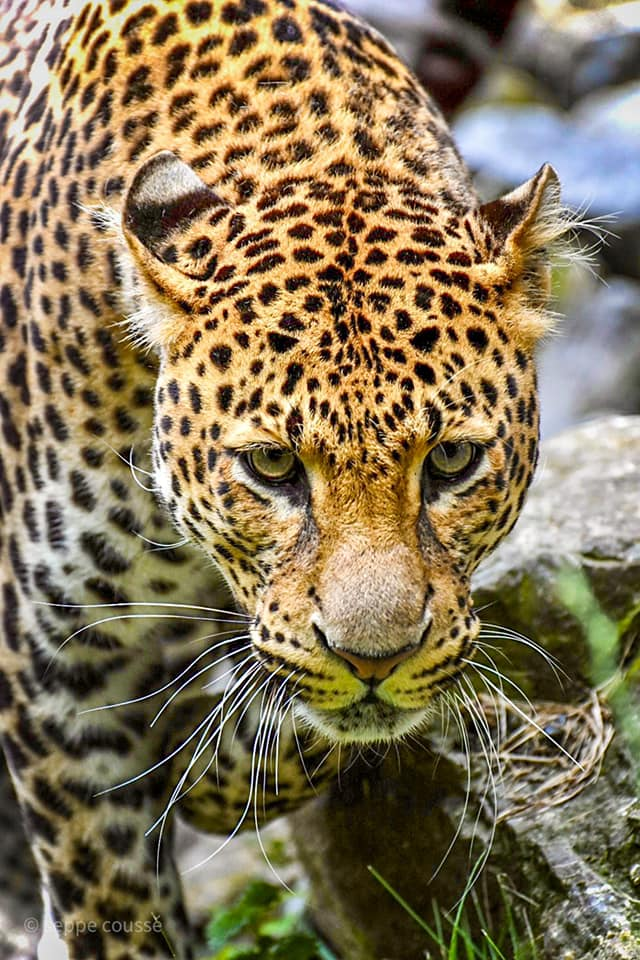
Panter in Pairi Daiza

De luipaard is de meest algemene en wijdverbreide grote katachtige, die zich makkelijk aanpast en kan overleven in de nabijheid van de mens.
In de stad Mumbai, en ook in andere steden in India, komen luipaarden in toenemende mate ook binnen het stadsgebied voor, hetgeen soms tot voor zowel mens als dier gevaarlijke situaties leidt. De steden zijn vaak zover uitgebreid, dat ze zich uitstrekken tot binnen de oorspronkelijke habitat van deze katten. Daar zijn ze overigens niet alleen schadelijk, omdat ze kleinvee eten, maar ook nuttig, omdat ze onder andere in de stadsparken veel zwerfhonden doden, en bijdragen tot een afname van het aantal rabiespatiënten.
Toch is hij op enkele plaatsen grotendeels verdwenen en veel ondersoorten worden ernstig bedreigd, waaronder de Amoerpanter (waarschijnlijk niet meer dan vijftig volwassen exemplaren in Oost-Rusland, Noord-China en Noord-Korea) en de Javaanse luipaard. Vooral de jacht op het dier om zijn pels en de jacht op en vergiftiging van de luipaard en andere roofdieren door veeboeren hebben de totale populatie doen dalen.
In de heraldiek is een luipaard hetzelfde als een gaande leeuw. Deze staat op drie poten, met een poot vooruit gericht.
Achterindische panter (P. p. delacouri) · Indische panter (P. p. fusca) · Sri Lankaanse panter (P. p. kotiya) · Javaanse panter (P. p. melas) · Arabische luipaard (P. p. nimr) · Amoerpanter (P. p. orientalis) · Afrikaanse luipaard (P. p. pardus) · Perzische panter (P. p. saxicolor) · Anatolische panter (P. p. tulliana)